# Dąb Bartek

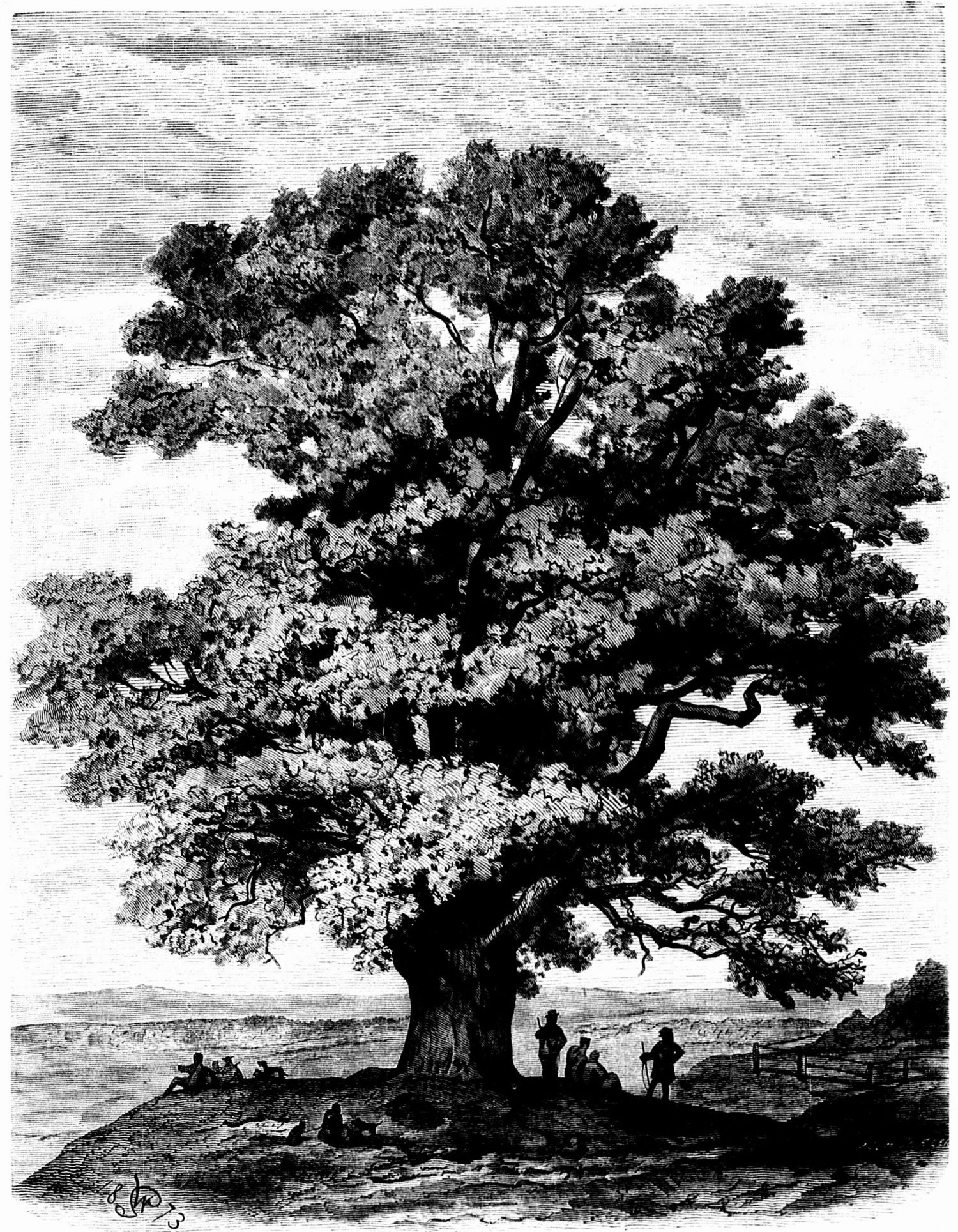
Dąb Bartek na rysunku Wojciecha Gersona z 1873 roku

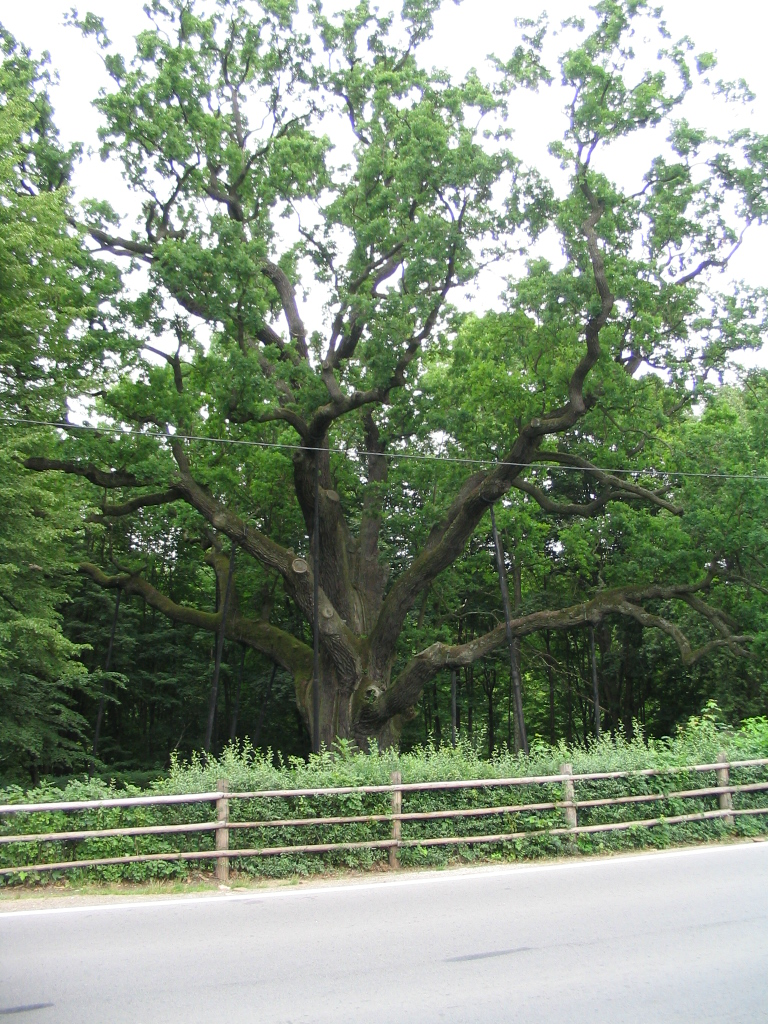
Dąb Bartek od strony drogi

Dąb Bartek – jeden z najstarszych dębów w Polsce, od 1954 roku chroniony prawem jako pomnik przyrody, rosnący na terenie leśnictwa Bartków (nadleśnictwo Zagnańsk) koło wsi Bartków, przy drodze wojewódzkiej nr 750 z Zagnańska do Samsonowa, w województwie świętokrzyskim.

## Wiek i rozmiary
W okresie międzywojennym wiek dębu oceniano nawet na 1200 lat. Cezary Pacyniak w publikacji z 1992 roku Najstarsze drzewa w Polsce podał wyniki swoich badań, według których wiek Bartka wynosił wówczas 654 lata (według tego pomiaru w 2025 roku dąb miałby 687 lat).
Zgodnie z pomiarami wykonanymi w 2013 roku drzewo ma 28,5 metra wysokości – wcześniejsze źródła podawały 30 metrów. Według danych z nadleśnictwa Zagnańsk obwód pnia na wysokości 1,30 m wynosi 9,85 m, a przy ziemi 13,4 m, rozpiętość korony 20 × 40 m, okap korony 720 m³, średnica 3,14 m. Miąższość całego drzewa wynosi 72 m³, miąższość grubizny 65 m³, w tym pień główny 46 m³.

## Historia
W 1829 roku dąb miał czternaście konarów głównych i szesnaście bocznych, a w 2008 osiem konarów głównych.
W roku 1906 dąb ucierpiał od pożaru pobliskich zabudowań.
W 1920 pień drzewa zacementowano; plombę tę w 1978 usunięto, a ubytek wypełniono plombą z żywicy i zamaskowano płatami kory.
W końcu sierpnia 1933 roku, podczas zlotu z okazji 25-lecia Związku Walki Czynnej i Związku Strzeleckiego w Samsonowie, obok dębu odsłonięto pamiątkowy kamień z napisem: W 25-lecie ZWC i Związku Strzeleckiego 1908-1933 – Obywatele. Kamień ten przeleżał ponad 30 lat przewrócony napisem do ziemi (do 1984); obecnie znajduje się po wschodniej stronie Bartka.
W 1934 sąd konkursowy pod przewodnictwem profesora Władysława Szafera uznał Bartka za „najokazalsze drzewo w Polsce”. Dąb uznano za pomnik przyrody orzeczeniem Prezydium Wojewódzkiej Rady Narodowej z 28.10.1954. Drzewo zostało wpisane do rejestru pomników przyrody Rozporządzeniem nr 35/2007 Wojewody Świętokrzyskiego z dnia 12 grudnia 2007 w sprawie uznania za pomniki przyrody.
3 czerwca 1991 uszkodzeniu w wyniku uderzenia pioruna uległ jeden z konarów oraz część pnia – powstała tak zwana listwa piorunowa. Uszkodzenie zostało zakonserwowane. W późniejszym okresie założono na drzewie piorunochron. W 1997 roku zamontowano w miejsce drewnianych podpory teleskopowe podtrzymujące konary.
4 czerwca 2025 podczas burzy złamał się jeden z konarów po południowo-wschodniej stronie drzewa.

## Stan
Próchnienie pnia stało się poważnym problemem: grubość zdrowej tkanki nie przekracza 20 cm, a w wielu miejscach wynosi zaledwie 5 cm. Dąb zaczął się niebezpiecznie przechylać pod ciężarem jednego z konarów. W 2011 roku podjęto próby ratowania powoli obumierającego drzewa. Najnowsza koncepcja ratunku dotyczy wykonania łuku, do którego dąb mógłby zostać podwieszony – ma to pozwolić uniknąć ewentualnego złamania lub wywrócenia się drzewa. Koszt realizacji łuku to 2 miliony złotych. Ministerstwo Środowiska zgodziło się przeznaczyć pieniądze na ten cel, lecz najpierw niezbędne było wykonanie dokumentacji i opracowania, co wyniosło około 100 tysięcy złotych. Wiele fundacji, mediów i osób prywatnych rozpoczęło zbiórkę funduszy przy jednoczesnym nagłaśnianiu problemu.

## Legendy
Według jednej z legend król Jan III Sobieski i Marysieńka ukryli w Bartku skarby. Według innej z legend ten sam król, wracając triumfalnie spod Wiednia, zostawił w dziupli tego drzewa flaszę wina i zdobyczną turecką szablę.

## Turystyka
W pobliżu dębu przechodzi zielony szlak turystyczny z Bliżyna do Zagnańska.